# وادي أمور
وَادِي أَمُور بلدة موريتانية وإحدى بلديات ولاية البراكنة.